# Katherine Bates
Katherine Linsey Bates (conocida como Kate Bates; Sídney, 18 de mayo de 1982) es una deportista australiana que compitió en ciclismo en las modalidades de pista, especialista en las pruebas de persecución individual y puntuación, y ruta.
Ganó siete medallas en el Campeonato Mundial de Ciclismo en Pista entre los años 2001 y 2011.
Participó en dos Juegos Olímpicos de Verano, en Atenas 2004 ocupó el cuarto lugar en persecución individual y el octavo en puntuación, y en Pekín 2008 el sexto en puntuación.

## Medallero internacional
| Campeonato Mundial | Campeonato Mundial           | Campeonato Mundial | Campeonato Mundial     |
| Año                | Lugar                        | Medalla            | Competición            |
| ------------------ | ---------------------------- | ------------------ | ---------------------- |
| 2001               | Amberes (Bélgica)            | Medalla de plata   | Puntuación             |
| 2002               | Ballerup (Dinamarca)         | Medalla de bronce  | Persecución individual |
| 2005               | Los Ángeles (Estados Unidos) | Medalla de plata   | Persecución individual |
| 2005               | Los Ángeles (Estados Unidos) | Medalla de plata   | Scratch                |
| 2005               | Los Ángeles (Estados Unidos) | Medalla de bronce  | Puntuación             |
| 2007               | Palma de Mallorca (España)   | Medalla de oro     | Puntuación             |
| 2011               | Apeldoorn (Países Bajos)     | Medalla de plata   | Scratch                |

## Palmarés en pista
- 2002
  - Medalla de oro a los Juegos de la Commonwealth en puntuación
- 2005
  - Campeona de Australia en persecución 
  - Campeona de Australia en puntuación 
  - Campeona de Australia en scratch
- 2006
  - Medalla de oro a los Juegos de la Commonwealth en puntuación
  - Campeona de Australia en puntuación 
  - Campeona de Australia en scratch
- 2007
  - Campeona del mundo en puntuación
- 2010
  - Campeona de Oceanía en scratch
  - Campeona de Oceanía en persecución por equipos (con Sarah Kent y Josephine Tomic)

### Resultados a laCopa del Mundo en pista
- 2001
  - 1.ª en la Clasificación general, en puntuación
- 2003
  - 1.ª en Moscú, en persecución
- 2004
  - 1.ª en Mánchester, en persecución
  - 1.ª en Mánchester, en puntuación
- 2004-2005
  - 1.ª en la Clasificación general y en la prueba de Mánchester, en scratch
  - 1.ª en Mánchester, en persecución
  - 1.ª en Mánchester, en puntuación
- 2005-2006
  - 1.ª en Mánchester, en persecución
- 2006-2007
  - 1.ª en Sídney, en puntuación
- 2010-2011
  - 1.ª en Melbourne, en persecución por equipos

## Palmarés en ruta
- 2003
  - 1.ª en el Geelong Tour
- 2004
  - Vencedora de una etapa a la Vuelta en Castilla y León
- 2006
  - Campeona de Australia en ruta
  - Vencedora de una etapa al Tour del Grande Montreal
  - Vencedora de una etapa al Tour del Euregio Ladies Tour
  - Vencedora de una etapa al Tour del Bay Classic
- 2007
  - 1.ª en el Bay Classic y vencedora de 2 etapas
- 2008
  - Vencedora de una etapa al Tour del Bay Classic